# Acontia niveicollis
Acontia niveicollis là một loài bướm đêm trong họ Noctuidae.